# Pantaleón Dalence
Pantaleón Dalence é uma província da Bolívia localizada no departamento de Oruro, sua capital é a cidade de Huanuni.